# The Unknown Soldier
 The Unknown Soldier  (укр. Невідомий солдат) — пісня каліфорнійського гурту «The Doors».
Пісня була написана, як реакція Джима Моррісона на війну у В'єтнамі і також на те — як конфлікт був зображений в американських ЗМІ у той час. Такі строки, такі як "Сніданок, де новини можна читати / Телебачення ногодувало дітей/ Ненароджений життя, живих мерців / Кулі удар головою шолома" заклопотаність шлях новин війну був представлений у вітальнях звичайних людей.
Через свою антивоєнну спрямованость пісня практично не звучала по радіо і не демонструвалася по ТВ (за матеріалами композиції був знятий промо-ролик), що не завадило їй стати одним із найкращих концертних номерів групи. Пісня дісталися до 39 сходинки чарту.
Для синглу була зроблена спеціальна версія цього треку, де були відсутні вигуки натовпу та барабанна дріб, та використані інші звуки пострілів.
На своїх концертах, пісня супроводжувалася театралізованою сценою страти Моррісона, де, як з гвинтівки гітарою прицілювався Роббі Крігер.

## Композиції
Сторона А
1. The Unknown Soldier 	(3:10)

Сторона Б
1. We Could Be So Good Together 	(2:49)

## Місце у чартах
| Чарт (1968)          | Найвище місце |
| -------------------- | ------------- |
| US Billboard Hot 100 | 39            |